# 奇翼龍屬
奇翼龍是一屬擅攀鳥龍科恐龍，來自侏羅紀晚期的中國。對於唯一物種奇翼龍（Yi qi，取自「奇翼」的漢語拼音）的了解來自一個成年個體的單一件化石標本，發現於河北的髫髻山組，年代約為1億5900萬年前的侏羅紀中期或晚期。
牠是種小型、可能為樹棲型的動物。如同其他擅攀鳥龍科，奇翼龍具有不尋常、加長的第三手指，用來支撐皮膚構成的滑翔用翼膜。奇翼龍的翼膜還由腕部附屬的長骨所支撐。這樣特化的腕骨和翼膜在所有恐龍中是獨一無二的，可能使翅膀與現代的蝙蝠相似。

## 發現及命名

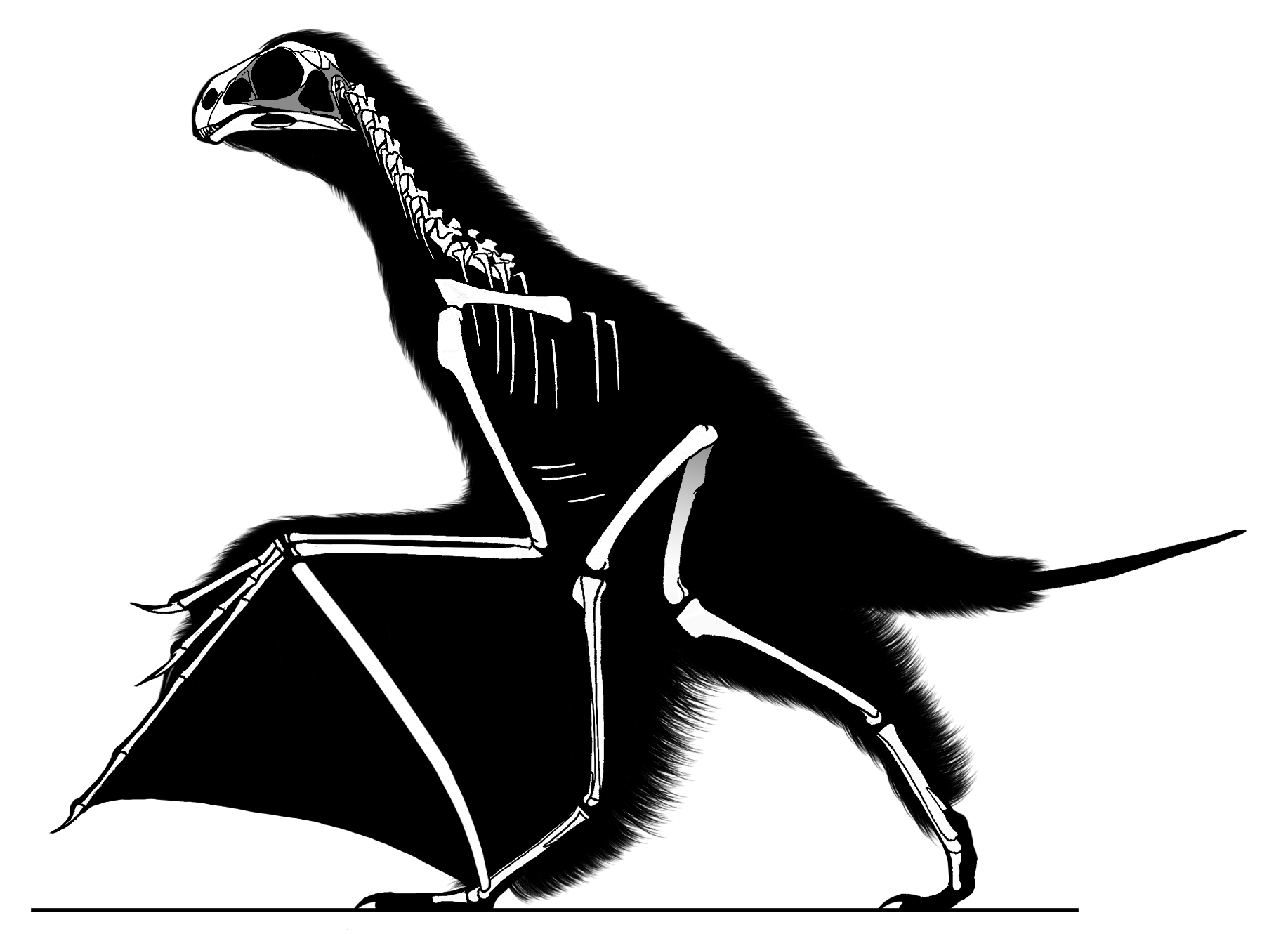
身體輪廓和已知部位的骨骼描繪圖

奇翼龍的第一個也是唯一一件化石標本，是由一位農夫王氏在河北青龍滿族自治縣的木頭凳鎮附近所發現。王於2007年將化石賣給山東天宇自然博物館，館內技師丁氏隨即展開化石的清修。因為標本的許多特徵並非在購買前由業餘化石商發現，而是後來博物館人員清修期間才發現，研究標本的科學家對於其真實性和完整性缺乏信心。這在電腦斷層掃描（CT）後得到確認。
對奇翼龍的最初敘述論文於2015年發表於自然期刊。科研團隊由中國科學院古脊椎動物與古人類研究所徐星研究員、臨沂大學鄭曉廷教授所領導、還包含考温·沙利文（Corwin Sullivan）、汪筱林、邢立達、王岩、張曉梅、鄒晶梅、鄭富成以及潘彥宏。他們命名並敘述了模式種奇翼龍（Yi qi），屬名與種小名分別來自中文「翼」與「奇」的漢語拼音，意即「奇特的翅膀」。（但為避免與翼龍混淆，中文均以「奇翼龍」稱呼。）奇翼龍以最短的恐龍屬名（只有2個字母）而著稱，根據國際動物命名法規第11.8.1和11.9.1條認證，牠的二名法（總共4個字母）也是最短的，與南蝠（Ia io）並列。

## 敘述

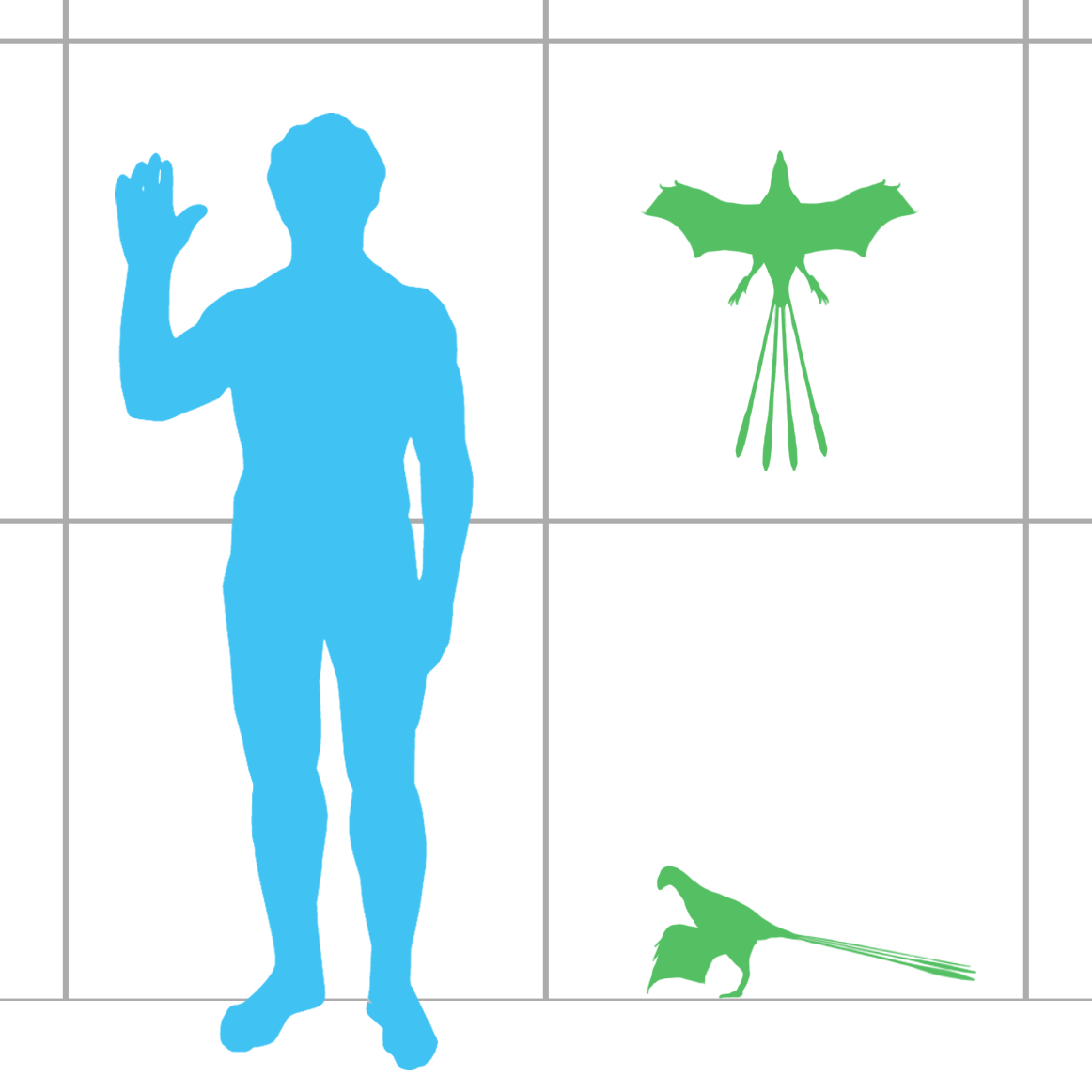
正模標本與人類的體型比例圖

對奇翼龍的瞭解僅來自單一部分標本（正模標本STM 31-2），現藏於山東天宇自然博物館。化石被壓扁在一塊石板內可見。大致上關節連接，包括頭骨、下頜、頸部和四肢骨頭，但缺乏大部分背部骨頭、骨盆和尾部。奇翼龍是相對小型的動物，估計體重約380公克。
如同其他擅攀鳥龍科，頭部短、吻部鈍、下頜向下彎曲。牙齒少、僅分布於頜部尖端。每側的四顆前上齒最大並略指向前，前下齒則朝前彎向更大角度。整體而言，細長的前肢類似其他近鳥類恐龍。與其他擅攀鳥龍科一樣，第一指最短、第三指最長。不像其他所有已知恐龍，一條長而尖的「針形」腕骨，超越第三指和尺骨的長度，從前肢向後延伸。這樣的針形構造可能是種新演化的腕骨、或是軟骨的鈣化骨桿，適應來支撐皮膜翅膀；其外端略彎、呈椎形。
奇翼龍的唯一標本保存了厚的羽毛。不尋常的是，儘管牠在廓羽盜龍類（一群具有先進、類似鳥類羽毛的獸腳類族群）處於非常進階的演化位置，這些羽毛的構造卻非常簡單，呈「畫筆狀」，從長鵝毛筆狀基部散發出細絲。所有這些結構都相當僵硬。羽毛始於吻部尖端附近，覆蓋了整個身體的大部分。頭部和頸部羽毛很長並構成一道厚外層，身體的羽毛則更長更密集，使科學家難以研究它們的詳細結構。最長的羽毛（長約6公分）出現在上臂和脛骨後面。足蹠也被羽毛覆蓋。

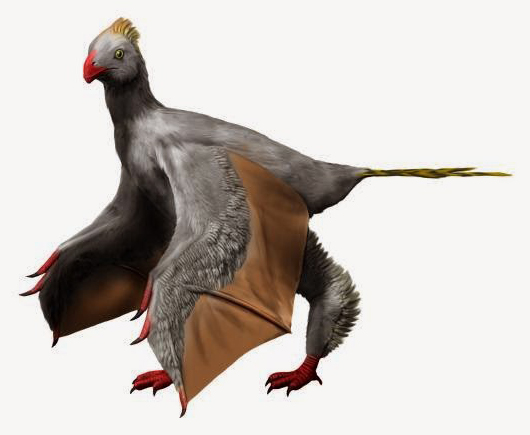
復原圖

手指和針狀骨之間還保存了小塊皮膚皺褶，表明與其他所有已知恐龍都不同的是，奇翼龍的翅膀是由皮膜而非飛羽所構成。皮膜伸展於較短的手指、加長第三指、針狀骨之間，並可能與軀幹相連接，雖然唯一標本中翼膜內部未保存下來。這使得動物具有與現代蝙蝠相似的外觀，為平行演化的一項實例。然而蝙蝠的翼膜只在手指間伸展，不存在針狀腕骨。骨化針狀骨也可在一些現代滑翔動物（如鼯鼠）的翅膀中觀察到；大袋鼯屬以及古代始鼠屬也具有相似的針狀軟骨結構。
在化石的12個位置使用電子顯微鏡檢驗是否帶有黑色素體（一種色素胞器），所有9個羽毛位置都表現出正黑色素體，使之呈現黑色的外觀。頭部羽毛還出現嗜黑色素體，呈現出較偏黃褐色的色調。翼膜中，只觀察到一種嗜黑色素體呈現陽性反應。腓羽的正黑色素體非常大。

## 分類
奇翼龍被分類至擅攀鳥龍科，這是一群手盜龍類的獸腳類。一個系統發生學分析未能解決牠與其他已知擅攀鳥龍科（如擅攀鳥龍、樹息龍和耀龍）間的親緣關係。在這項分析中擅攀鳥龍科被重建為近鳥類的一個基礎演化支。

## 古生物学

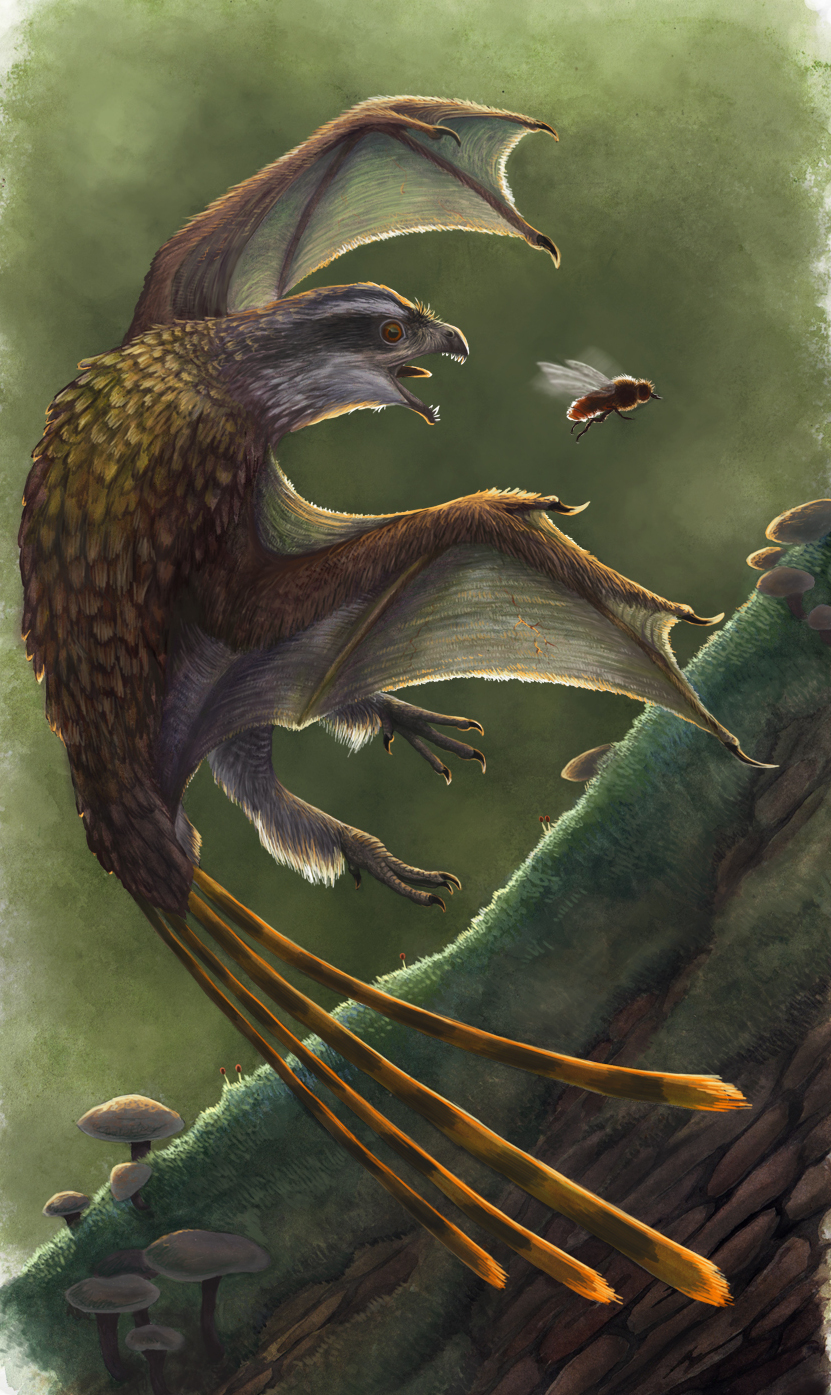
由艾蜜莉·威洛比（Emily Willoughby）绘制的复原图

奇翼龙（可能还有其它擅攀鸟龙类）的翅膀是其它史前鸟类所不具备的。与其它近鸟类不同，它们似乎用膜状翅膀取代了鸟类羽毛，可能是鸟类起源前后众多独立进化实验之一。奇翼龙的膜翅在恐龙中独一无二且难以解释，其手臂在原则上可以起到翅膀的作用，这表现在前肢比修长的后肢还要细长，且长骨也有足够的厚度。另外，除非该属可以飞行，否则很难解释其针状骨的用途。只有在其它滑翔动物身上发现了此类细长骨骼，它为薄膜增加了支撑力，这表明奇翼龙的膜翅是专门用于滑翔飞行的。虽然这种动物可能也使用了某种形式的扑翼飞行，但由于化石缺乏存在强状胸肌的证据（肱骨的三角肌嵴很小）以及造型的笨重性，使得该属更可能是一种独特的滑翔生物。因此，对唯一已知的奇翼龙标本进行初步研究的研究人员得出结论：其飞行方式不能确定。
作者提出了三种主要的奇翼龙翅膀模型。在“蝙蝠模型”中，其针状骨直接指向后部，连接躯干与翅膀薄膜，这将会形成一个宽大的翅膀。蝙蝠模型的一个变种是“翼龙模型”，在该模型中，针状骨向外侧倾斜，因此翅膀会更窄。第二个主要的可能模型是“手盗龙类模型”，在该模型中，针状骨指向身体，加强了其狭窄薄膜的后缘，可能被羽毛加宽，在顶部或底部突出。最后一种可能模型是“青蛙模型”，这种造型的骨头在其手部形成一层扩大的薄膜，形如某些可飞行的青蛙。在最后一种情况下将没有薄膜形成内翼，但是手臂的羽毛可能会产生一些升力。
使用蝙蝠模型和手盜龍類模型，針對飛行特性進行一項初步分析。兩個模型假設翼展都約60公分。手盜龍類模型的狹窄翅膀將產生320平方公分的翼面、翼面負載量為1.19英厘／平方公分。蝙蝠較寬的翅膀則得到值為638平方公分、0.6英厘／平方公分。兩種案例的翼面負載量都遠低於鳥類飛行的臨界值2.5英厘／平方公分。手盜龍類模型負載量大致為典型的鴨子（雖然牠們有較大的翼展與較低的長寬比）；而蝙蝠模型負載量為典型的海鳥（雖然牠們翼展更大、長寬比更高）。關於假設奇翼龍特化來滑翔的問題在於，因為牠具有前肢翅膀，而非像大部分滑翔動物是沿著軀幹生長的滑翔皮膜，其重心似乎落在控制面和主升力面之後，造成飛行不穩定。透過像近緣物種耀龍般的短肉質尾部和長尾羽，可能可以減緩這項問題。一些拍動翅膀的動作也可提昇穩定性。與之類似的現代物種是鴞鸚鵡，同樣可從樹上滑翔，但也可拍動翅膀控制降落。
2020年，亞歷山德·迪徹奇（T. Alexander Dececchi）和同事認為，雖然奇翼龍和其他擅攀鳥龍科是樹棲型滑翔動物，但與其他小型近鳥類相比起來，牠們在拍動翅膀的行為（如翼輔助傾斜奔跑／WAIR）上、或從地面起飛有著眾所皆知的嚴重缺陷，並有著與一些相近體型的滑翔哺乳類（如蝙蝠）類似的滑翔能力。他們得出的結論為，擅攀鳥龍科可能是一群特化適應生活在封閉森林中的手盜龍類。雖然在穿越林冠的小間隙時，高滑翔速率和平均滑翔比率顯得較有效率，但當要長途飛行時效率則減低，並需承擔較高的被捕食風險。奇翼龍、渾元龍等擅攀鳥龍科較差的滑翔能力、以及起飛的困難性，將使牠們非常容易受到飛行能力更強的空棲脊椎動物的競爭而被淘汰；而牠們過度特化的生活型態可能進一步加劇了這樣的不利條件。

## 古生態學
唯一已知的奇翼龍化石出土於髫髻山組岩層，地質年代可追溯至侏儸紀中晚期交界的卡洛維階至牛津階，約1億5900萬年前。與其他已知的擅攀鳥龍科（耀龍、擅攀鳥龍）來自同一地層（年代也相同）。髫髻山組保存的生態環境是一片由本內蘇鐵目、銀杏、毬果植物、真蕨亞綱主宰的森林。這片森林環繞著大片湖泊，並籠罩在活火山的陰影之下。火山灰是能夠優良保存許多化石的主因。根據這裡的植物群，推測氣候為溫暖潮濕的副熱帶至溫帶。與奇翼龍發現於同一地層的其他脊椎動物化石可能也是其共棲物種，包含蠑螈類的初螈属；翼龍目的長城翼龍、樹翼龍、青龍翼龍；以及早期的滑翔性哺乳形類木賊獸。

## 外部連結
1. （英文）Scientific American: "Bat-Winged Dinosaur Discovery Poses Flight Puzzle"
2. （英文）Nature Video: "A New Dinosaur: Flying Without Feathers" (video)
3. （英文）Not Exactly Rocket Science: "Chinese dinosaur had bat-like wings and feathers"（页面存档备份，存于）